# Høyanger
Høyanger er en kommune i Vestland fylke i Norge. Den grænser i nord til Fjaler og Gaular, i øst til Balestrand og Vik, i syd til Modalen og Masfjorden, og i vest til Gulen og Hyllestad.
Kommunen har 	4.161  indbyggere (2016). Kommunecenteret er byen Høyanger med ca. 2.500 indbyggere. Høyanger er bygget op om aluminiumsindustri, og store arbejdsgivere er Hydro Aluminium, Fundo AS og Kværner-koncernen. Ud over aluminiumsindustrien, en del småindustri, detailhandel og serviceerhverv, er landbrug det vigtigste erhverv i bygderne langs fjorden.
Høyanger er inde i en omstillingsproces. Som følge af statslige krav om modernisering af aluminiumsværket afviklede Hydro driften i Høyanger i 2007.

## Geografi
Sognefjorden deler kommunen. På nordsiden ligger – foruden Høyanger – byerne Vadheim og Lavik. En mils vej vest for Høyanger centrum ligger Kyrkjebø.
På sydsiden af Sognefjorden er Bjordal den største by. Ortnevik og Ikjefjord er andre bygder i denne del af kommunen. Mellem Bjordal og Ortnevik går Bjordalstunnelen, som er 1.552 m lang.
Bergsvatnet er en stor sø i kommunen.

## Kultur

### Musikk
Pubben «Joss» i Høyanger har længe været en samlende kulturscene for lokale band og nationale og internationale kunstnere  hovedsagelig i blues-, rock- og nu-metal-genren.

## Tusenårssted
Kommunens tusenårssted er Bytorvet i Høyanger by. Torvet blev åbnet i april 2002 efter en omfattende byggeproces. Arbejdermonumentet – skulpturen «Han, hun og vand» af Kristian Blystad blev sat op i forbindelse med åbningen.

## Kendte høyangeringer
- Einar Førde (1943–2004), politiker, kringkastingssjef
- Marit Tusvik (1951–), forfatter